# Megaselia plagiata
Megaselia plagiata är en tvåvingeart som beskrevs av Borgmeier 1962. Megaselia plagiata ingår i släktet Megaselia och familjen puckelflugor. Inga underarter finns listade i Catalogue of Life.